# Позив упозорења
Позив упозорења (енгл. Margin Call) је амерички драмски филм из 2011. године, режисера и сценаристе Џеј Си Шандора, што је и његов дебитантски филм. Прича се врти око 24-часовног периода у великој инвестиционој банци на Вол стриту током почетне фазе светске финансијске кризе 2007. године. Филм се фокусира на поступке које предузима група запослених у вези са предстојећим финансијским колапсом. Главне улоге тумаче Кевин Спејси, Пол Бетани, Џереми Ајронс, Закари Квинто, Пен Беџли, Сајмон Бејкер, Деми Мур и Стенли Тучи.
Продукцију филма су радиле продукцијске компаније  Before the Door Pictures (прва која је потписала и коју поседује Закари Квинто), Benaroya Pictures, као и Washington Square Films. Филм истражује капитализам, похлепу и инвестиционе преваре. Пошто је режисер и сценариста, Џеј Си Шандор, син инвестиционог банкара, сценариo је делимично написан на основу Шандоровог налета на инвестиције у некретнине у Њујорку, непосредно пре финансијског пада. Након изласка у биоскопима, филм је номинован за награде Друштва детроитских филмских критичара, а филмски сценарио и режија су стекли номинације за многе признате награде, укључујући и номинацију за награду Оскар за најбољи оригинални сценарио. Музику за филм је компоновао музичар Нејтан Ларсон.
Филм је премијерно приказан на филмском фестивалу Санденс 25. јануара 2011. године, а у америчке биоскопе је пуштен 21. октобра исте године, зарадивши преко 5 милиона долара на домаћем нивоу. Приказиван је у 199 биоскопа, током свог најдужег периода приказивања. Зарадио је додатних 14 милиона долара у остатку света, а укупна зарада је износила 19,5 милиона долара. Зарадио је и 10 милиона долара од продаје кућних медија. Пре изласка у биоскопима, филм је добио позитивне критике. ДВД и Блу-реј издање филма су пуштену у продају у Сједињеним Државама 20. децембра 2011. године.

## Радња
Године 2008. неименована инвестициона банка почиње да отпушта велики број запослених. Међу погођенима је и Ерик Дејл, шеф управљања ризицима. Дејлови покушаји да говори о импликацијама модела на којем ради се игноришу. Приликом одласка, он даје флеш диск са својим радом Питеру Саливану, сараднику у његовом одељењу, упозоравајући га да „буде опрезан”. Саливан, заинтригиран, ради после радног времена да доврши Дејлов модел.
Саливан открива да су претпоставке које подупиру садашњи профил ризика фирме погрешне; историјски нивои волатилности у хипотекарним хартијама од вредности су прекорачени, што значи да је позиција фирме у тој имовини прекомерно задужена и дуг настао из тих средстава са прекомерном левериџом ће банкротирати компанију. Саливан позива свог колегу Сета Брегмана да се врати на посао са шефом кредитне трговине Вилом Емерсоном. Емерсон заузврат позива Сема Роџерса, свог шефа, након што је прегледао Саливанове налазе. Њихови покушаји да контактирају Дејла завршавају се безуспешно јер му је службени телефон искључен. Саливан и Брегман одлазе да пронађу Дејла, док Роџерс и Емерсон обавештавају виши менаџмент компаније о ситуацији.
Накнадни састанак шефа дивизије Џареда Коена, главне службенице за управљање ризицима Саре Робертсон и других виших руководилаца закључује да су Саливенови налази тачни, па они позивају извршног директора компаније Џона Тулда. По Тулдовом доласку, и након што Саливан објасни проблем, Роџерс, Коен и Тулд се споре око правца деловања. Коенов план, који фаворизује Тулд, је распродаја проблематичне имовине. Роџерс се не слаже, истичући да ће продаја оштетити односе и репутацију фирме у индустрији и изазвати велику нестабилност на тржиштима. Тулд наглашава да је његова жеља да избегне банкрот фирме вредна тог ризика и трошкова.
После састанка са Тулдом, Дејлова супруга обавештава Емерсона да се овај вратио кући. Емерсон путује до Дејлове куће са Брегманом и покушава да га убеди да се врати у фирму, али безуспешно. Током повратка, Брегман пита да ли ће изгубити посао; Емерсон одговара да вероватно хоће, али му, филозофирајући о природи финансијских тржишта, каже да не губи веру и да је његов рад неопходан.
Тулд бира Робертсонову за жртвеног јарца за позицију фирме са превеликом задуженошћу и захтева да она поднесе оставку након продаје проблематичне имовине. Робертсонова тврди да је упозорила Тулда и Коена на ситуацију пре више од годину дана, али не успева да га убеди. У међувремену, Ерик Дејл је приморан да сарађује са Коеновим планом, а компанија прети да ће му смањити бенефиције и отпремнину ако одбије. Проводи дан саосећајући са Робертсоновом.
Упркос својим сумњама, Роџерс окупља своје трговце и обавештава их о продаји проблематичне имовине. Он признаје штету која ће вероватно бити нанета њиховој репутацији и каријерама, али их обавештава да ће бити добро надокнађени ако већина додељене имовине трговаца буде продата до краја дана. Како трговина напредује, фирма изазива сумњу и на крају бес код својих партнера, и трпи велике губитке, али су у могућности да распродају већину лоше имовине.
Како долази до још једног круга отказа, Роџерс се суочава са Тулдом и подноси оставку. Тулд одбацује Роџерсов поглед на ситуацију подсећајући га на прошле економске кризе, тврдећи да се такви догађаји увек дешавају и да Роџерс не би требало да се осећа кривим што је деловао у свом интересу и интересу фирме. Тулд тражи од Роџера да остане још две године, а Роџерс невољно прихвата. Тулд такође обавештава Роџерса да ће Саливан бити унапређен.
Филм се завршава тако што Роџерс током ноћи сахрањује свог еутаназираног пса у дворишту своје бивше жене. Она га обавештава да је фирма њиховог сина такође претрпела велике губитке, али је избегла банкрот.

## Улоге
| Глумац        | Улога          |
| ------------- | -------------- |
| Кевин Спејси  | Сем Роџерс     |
| Закари Квинто | Питер Саливан  |
| Џереми Ајронс | Џон Тулд       |
| Пол Бетани    | Вил Емерсон    |
| Сајмон Бејкер | Џаред Коен     |
| Пен Беџли     | Сет Брегман    |
| Деми Мур      | Сара Робертсон |
| Стенли Тучи   | Ерик Дејл      |
| Асиф Мандви   | Рамеш Ша       |
| Мери Макдонел | Мери Роџерс    |
| Ешли Вилијамс | Хедер Берк     |
| Сузан Блеквел | Лорен Братберг |
| Ал Сапијенза  | Луис Кармело   |